# Władimir Pawłow (1923–1998)
Władimir Jakowlewicz Pawłow (ros. Влади́мир Я́ковлевич Па́влов, ur. 26 października 1923 w Mosalsku w guberni kałuskiej, zm. 21 października 1998 w Moskwie) – radziecki działacz partyjny i dyplomata.

## Życiorys
Od 1941 był technikiem łączności na budowie kolei w Moskwie, później technikiem i majstrem pociągu budowlano-montażowego w Saratowie i obwodzie saratowskim, 1944-1950 studiował w Moskiewskim Instytucie Inżynierów Transportu Kolejowego. Od 1948 członek WKP(b), od 1949 aktywista Komsomołu, I sekretarz Dzierżyńskiego Komitetu Rejonowego Komsomołu w Moskwie, 1952-1956 sekretarz i II sekretarz Komitetu Miejskiego Komsomołu w Moskwie, następnie funkcjonariusz partyjny. Od 1962 sekretarz, a od 21 grudnia 1965 do 11 marca 1971 II sekretarz Komitetu Miejskiego KPZR w Moskwie, od 8 kwietnia 1966 do 2 lipca 1990 członek KC KPZR, od 18 marca 1971 do 18 stycznia 1982 ambasador nadzwyczajny i pełnomocny ZSRR na Węgrzech. Od 111 stycznia 1982 do 27 lutego 1985 ambasador nadzwyczajny i pełnomocny ZSRR w Japonii, od 27 lutego 1985 do 1989 przewodniczący Państwowego Komitetu ZSRR ds. Turystyki Zagranicznej, następnie na emeryturze. Pochowany na Cmentarzu Wagańkowskim w Moskwie.

## Odznaczenia
- Order Rewolucji Październikowej (dwukrotnie)
- Order Czerwonego Sztandaru Pracy (trzykrotnie)
- Order Przyjaźni Narodów